# Johann Sebastiani
Johann Sebastiani, född den 30 september 1622 i Weimar, död 1683 i Königsberg, var en tysk tonsättare.
Sebastiani, som var kapellmästare hos kurfursten av Brandenburg, skrev passionen Das Leiden und Sterben Jesu Christi (1672; ånyo utgiven 1903), som fick betydelse för artens utveckling genom införandet av koraler (med arieartad behandling för solosopran). Han komponerade vidare sångerna Parnassblumen (2 band, 1672-75) och 13 flerstämmiga begravningssånger, som bevarats i Uppsala universitetsbibliotek.